# Siberische wapiti
De Siberische wapiti of Siberische maral (Cervus canadensis sibiricus) is een ondersoort van de wapiti (Cervus canadensis) en komt uit de familie der hertachtigen (Cervidae). Deze werd voor het eerst geldig gepubliceerd door Severtsov in 1872.

## Kenmerken
Siberische wapiti's hebben een kop-romplengte van 250 à 265 centimeter en een schofthoogte van 140 à 155 centimeter. Volwassen mannetjes bereiken een gewicht van meer dan 300 kilogram. Siberische wapiti's leven meestal in kleine kuddes. Jonge mannetjes ontwikkelen na één jaar een gewei, wat voor hen begint bij benige stompjes. De meest imposante geweien bereiken mannetjes tussen hun zesde en twaalfde levensjaar. Iedere lente ontdoen ze zich van hun gewei en deze groeit dan totdat deze in de zomer opnieuw volledig aangegroeid is. In het wild bereiken Siberische wapiti's een leeftijd van 12 à 14 jaar. In gevangenschap kan dit oplopen tot 25 à 30 jaar.

## Ecologie
Een kudde bestaat vaak uit drie tot zes dieren van een volwassen wijfje en enkele jongere dieren. Mannetjes leven normaal gesproken solitair of in kleine groepen. Mannetjes komen in het najaar, het bronstseizoen, naar de kuddes toe. Elk mannetje of kudde heeft zijn eigen territorium dat fel verdedigd wordt. 's Winters worden Siberische wapiti's vaak gedwongen om lange afstanden te leggen, op zoek naar plekken met weinig sneeuw. Dieren die zich 's zomers in berggebieden bevinden trekken dan naar de dalen. Ze kunnen zich 's winters tot op 100 kilometer van hun zomergebieden bevinden.

## Biotoop
Siberische wapiti's leven in bosgebieden. Ze komen in zowel loof- als naaldbossen voor, maar zijn meestal te vinden in natte loofbossen met een grasrijke bodem. 's Nachts trekken ze uit de bossen om in open gebieden te grazen. In de herfst verblijven ze liever in drogere bossen met een ondergroei van rode bosbessen (Vaccinium vitis-idaea) of gebieden net onder de boomgrens. en overdag zijn ze vaak in het bos, maar trekken 's avonds naar open plekken of weiden toe om te grazen. gedragen zich heimelijk en leven in moeilijk te bereiken plekken, maar vallen tijdens het bronstseizoen wanneer ze luide, verdragende geluiden produceren. Vaak op een afstand van 3 à 4 kilometer te horen.

## Verspreiding
Siberische wapiti's komen voor in de Westelijke Sajan, de Cisbaikalregio en het Altajgebergte.